# Богатов, Пётр Антонович
Пётр Анто́нович Бога́тов (11 августа 1921, Старое Никулино, Симбирская губерния — 17 сентября 2000, Москва) — командир батареи, гвардии капитан, Герой Советского Союза.

## Биография
Пётр Антонович Богатов родился в крестьянской семье 11 августа 1921 года в селе Старое Никулино. Русский. Учился в Свердловском горном институте.
В Красной Армии с 1941 года. С 1941 года на фронте. В 1943 году окончил ускоренный курс Ленинградского артиллерийского училища. Член ВКП(б)/КПСС с 1944 года.

### Великая Отечественная война
Командир батареи 399-го гаубичного артиллерийского полка (2-я гвардейская гаубичная артиллерийская бригада, 1-я гвардейская артиллерийская дивизия прорыва, 13-я армия, 1-й Украинский фронт) гвардии лейтенант Пётр Богатов 2 августа 1944 года после переправы через реку Висла в районе населённого пункта Падев, расположенного южнее польского города Сандомир, отражая вражеский натиск, уничтожил вверенной ему батареей два танка, два самоходных орудия и до двух рот пехоты противника.
В ходе боя все орудия батареи вышли из строя, но артиллеристы не дрогнули. 3 августа 1944 года, собрав уцелевших бойцов, лейтенант Богатов отбил все неприятельские атаки. Он дважды поднимал воинов-артиллеристов в контратаку и вынудил противника отступить. Лично отважный командир батареи уничтожил десять гитлеровцев и пятерых взял в плен.
Указом Президиума Верховного Совета СССР от 23 сентября 1944 года за образцовое выполнение боевых заданий командования на фронте борьбы с немецко-фашистскими захватчиками и проявленные при этом мужество и героизм гвардии лейтенанту Богатову Петру Антоновичу присвоено звание Героя Советского Союза с вручением ордена Ленина и медали «Золотая Звезда» (№ 4605).

### Послевоенная жизнь
После войны капитан П. А. Богатов — в запасе. В 1948 году он окончил Московский горный институт (сейчас — Горный институт НИТУ «МИСиС»). Жил в городе-герое Москве, и до ухода на заслуженный отдых работал главным технологом в проектном институте «Центрогипрошахт».
Скончался 17 сентября 2000 года. Похоронен на Николо-Архангельском кладбище в Москве.

## Память
- Имя П. А. Богатова увековечено на мемориальной доске, установленной на здании горного университета в Екатеринбурге.
- У Обелиска «30 лет Победы» в Ульяновске есть мемориальная доска с именем Героя.

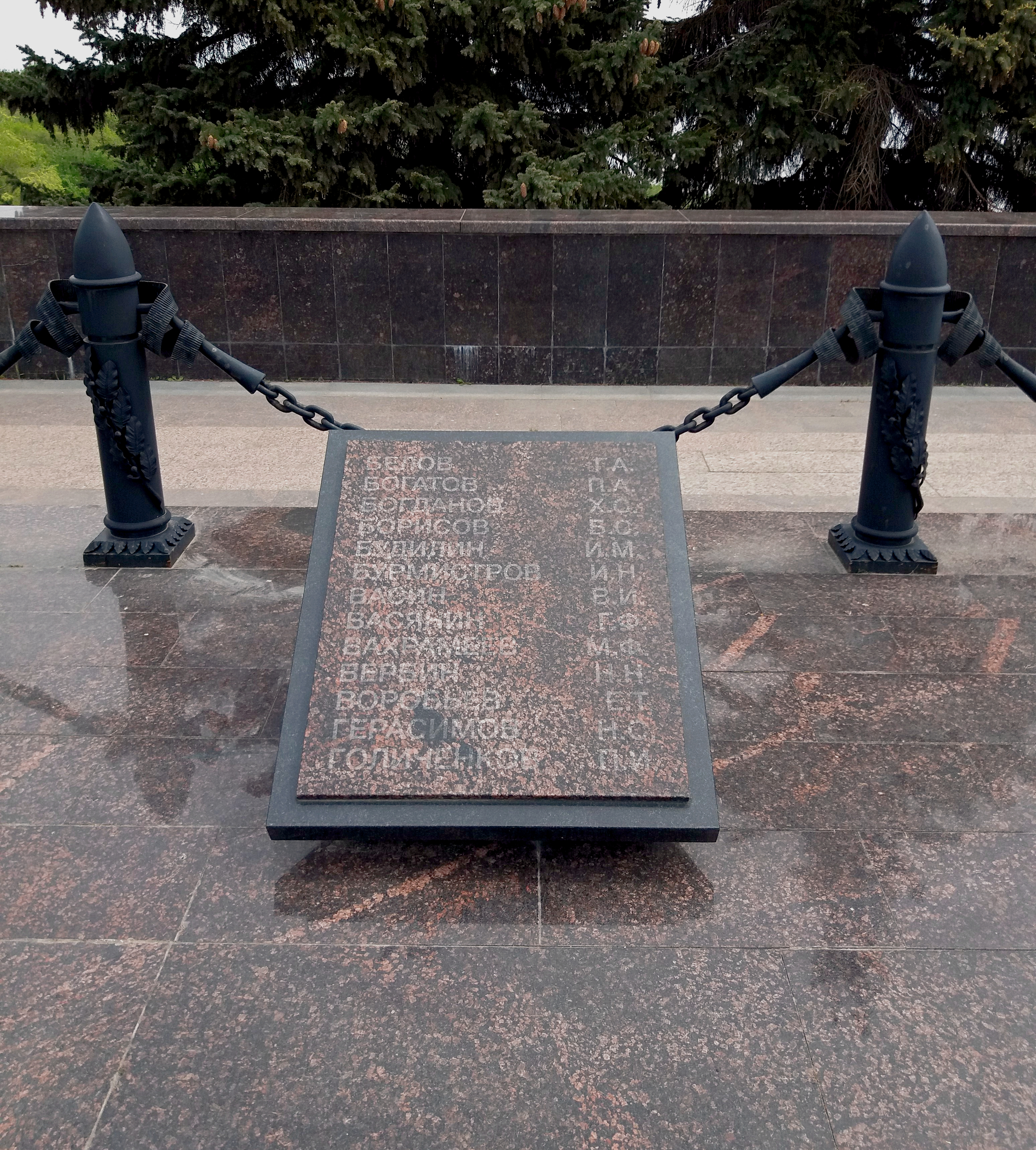
Мемориальная доска с именем Героя.

## Награды
- Герой Советского Союза (23.09.1944)
- Орден Ленина
- Орден Отечественной войны 1-й и 2-й степеней
- медали.